# Мысльбек, Йозеф Вацлав
Йозеф Вацлав Мысльбек (чеш. Josef Václav Myslbek; 20 июня 1848, Прага — 2 июня 1922, Прага) — один из крупнейших чешских скульпторов XIX столетия.

## Жизнь и творчество
Скульптурные композиции работы Й. В. Мысльбека можно увидеть в самом центре чешской столицы, в таких её замечательных местах, как Национальный театр, у Собора Святого Вита, на Вацлавской площади и на пражских мостах. Страстные произведения скульптора способствовали культурному и политическому возрождению чешского народа на рубеже XIX—XX веков.
Й. В. Мысльбек родился в бедной семье и по финансовым соображениям рано бросил школу. Учился на печатника, затем — на скульптора. Работал в Праге и в Вене. В 1866 году он познакомился с Вацлавом Левы, крупнейшим чешским скульптором XIX столетия, и до смерти последнего в 1870 году оставался его учеником. В 1875—1896 годах Мысльбек — профессор в Высшей художественной школе Праги, в 1896—1919 годах — профессор пражской Художественной академии. Член Чешской академии наук и искусств.
В 1873 году Мысльбек открывает в Праге свою художественную мастерскую, где специализируется на изготовлении бюстов политических и религиозных деятелей своего времени. Над главной работой своей жизни, памятником святому Вацлаву, скульптор трудился почти 30 лет. Эта конная статуя была установлена в верхней части Вацлавской площади, у здания Национального музея и является одним из символов Праги. Среди других выдающихся произведений Й. В. Мысльбека следует назвать скульптуру «Музыка» в фойе пражского Национального театра.

## Известные ученики
- Бржетислав Бенда
- Богумил Кафка
- Карел Покорный

## Галерея

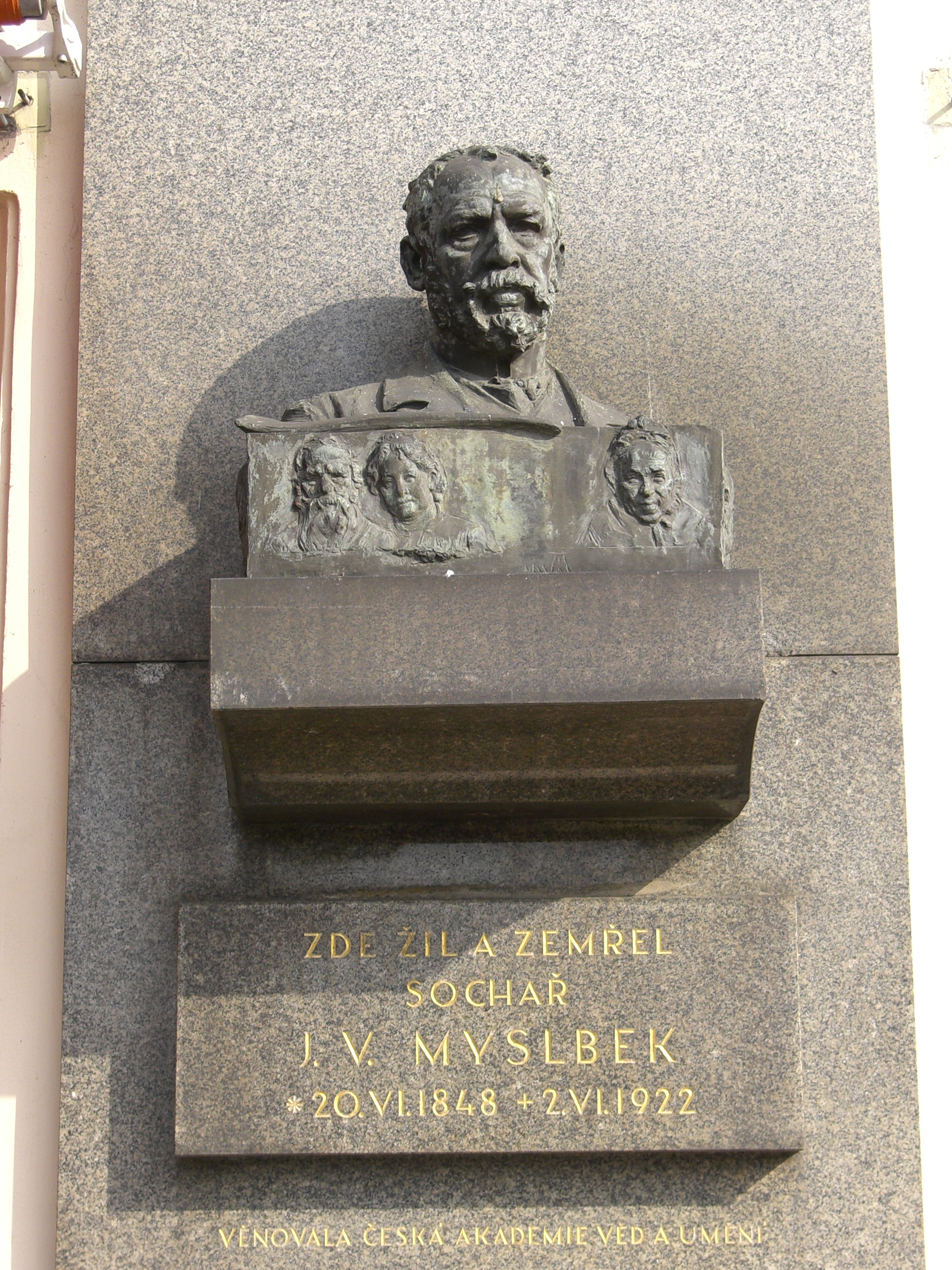
Скульптурный автопортрет, Прага
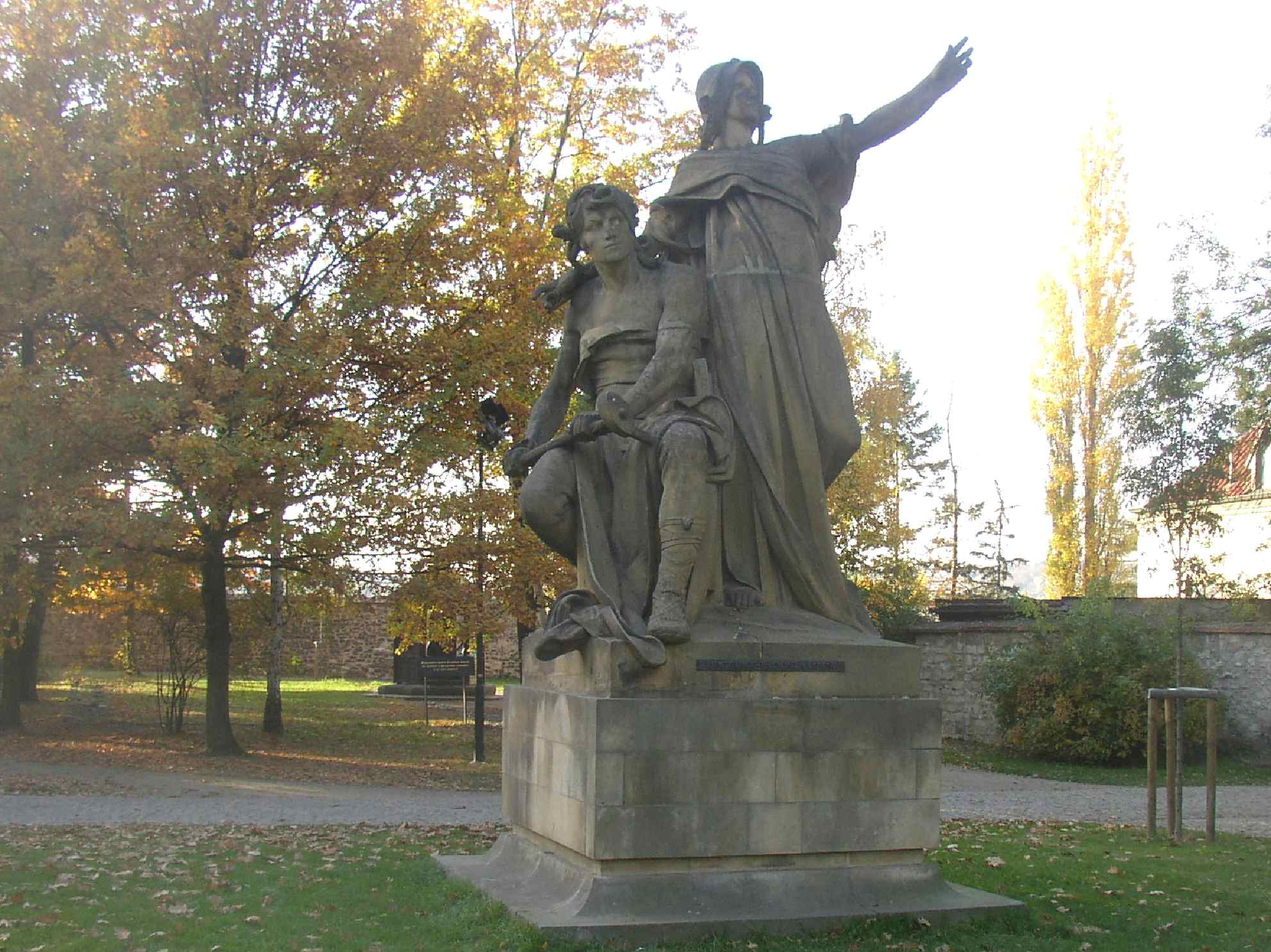
Пржемысел и Либуше, Прага, Вышеград
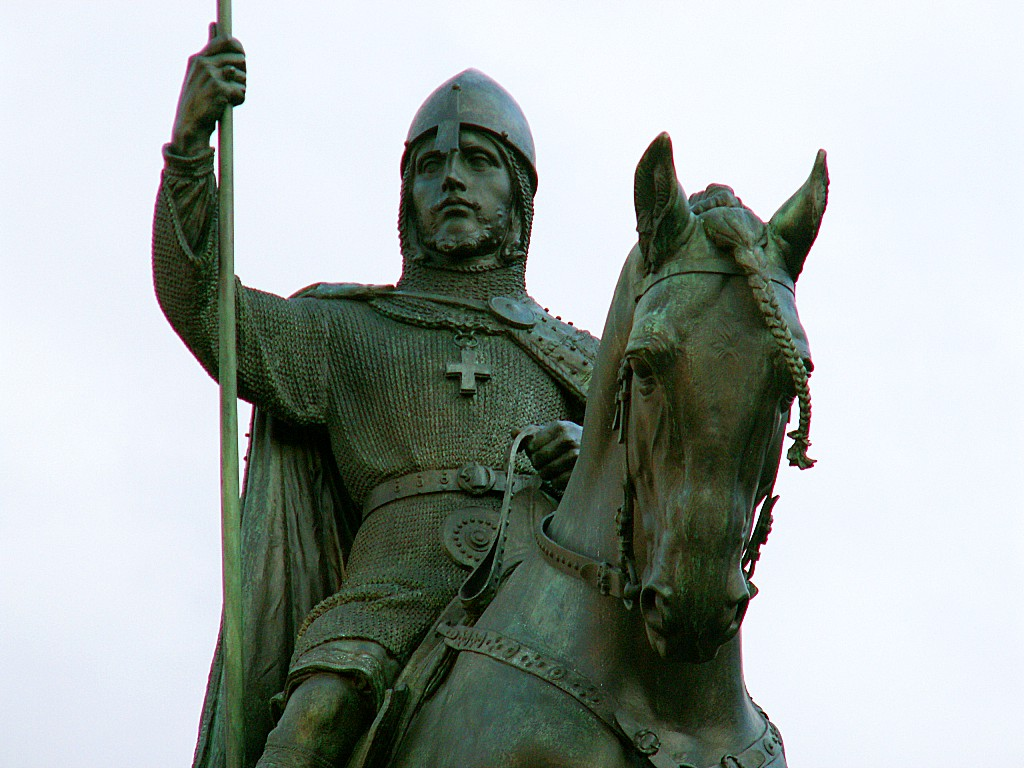
Святой Вацлав, Прага, Вацлавская площадь
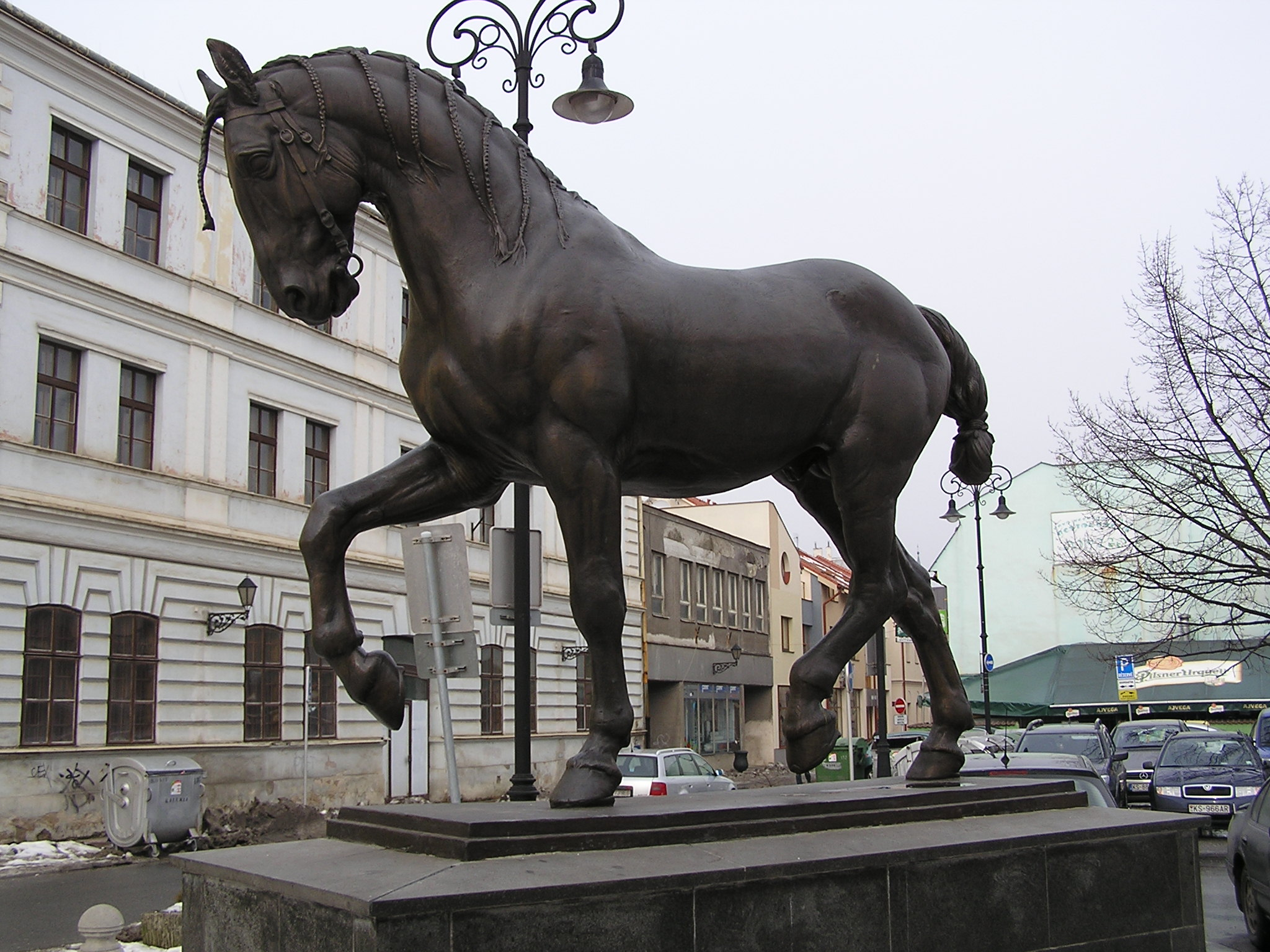
Ардо, Кошице
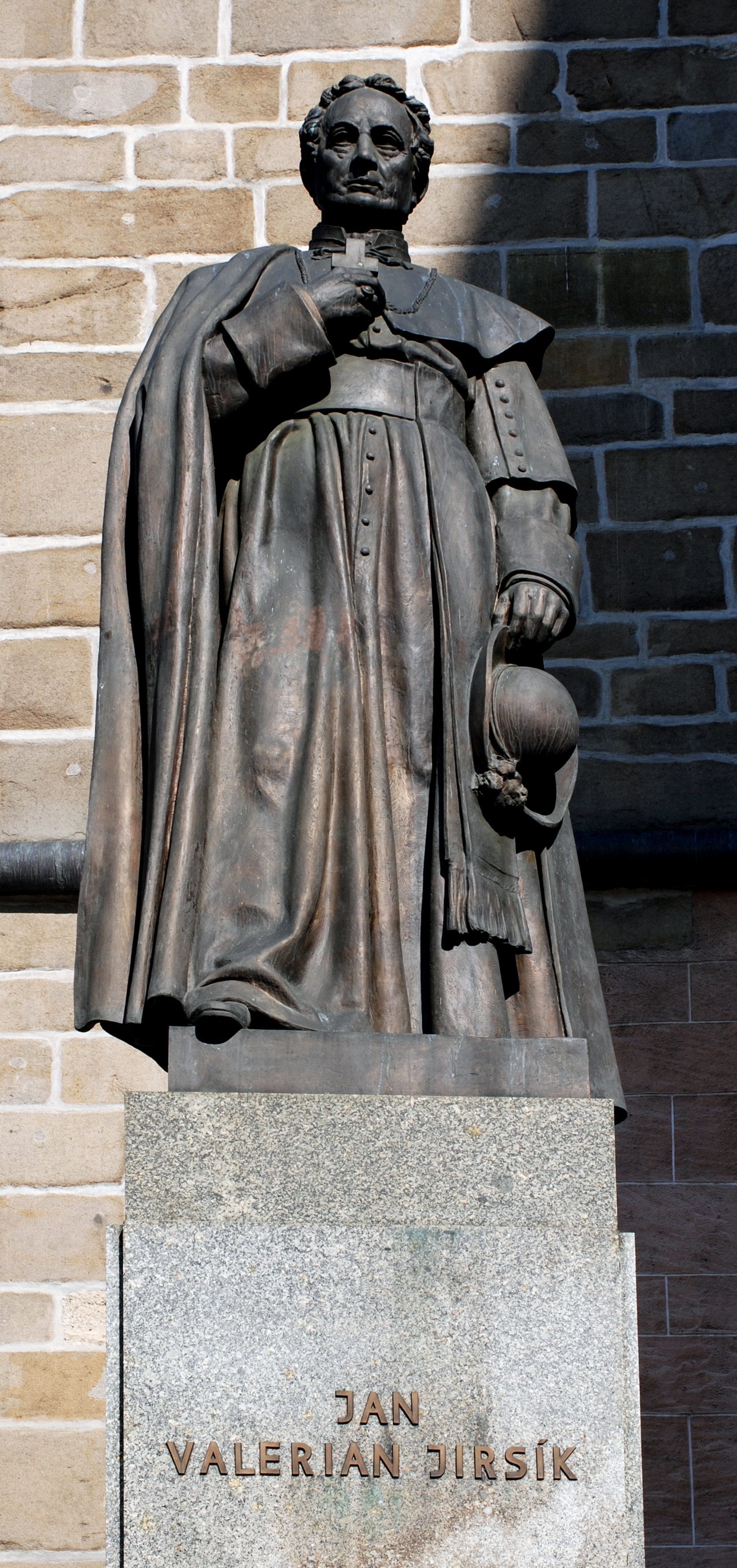
Епископ Ян Валериан Йиршик, Чеське Будейовице
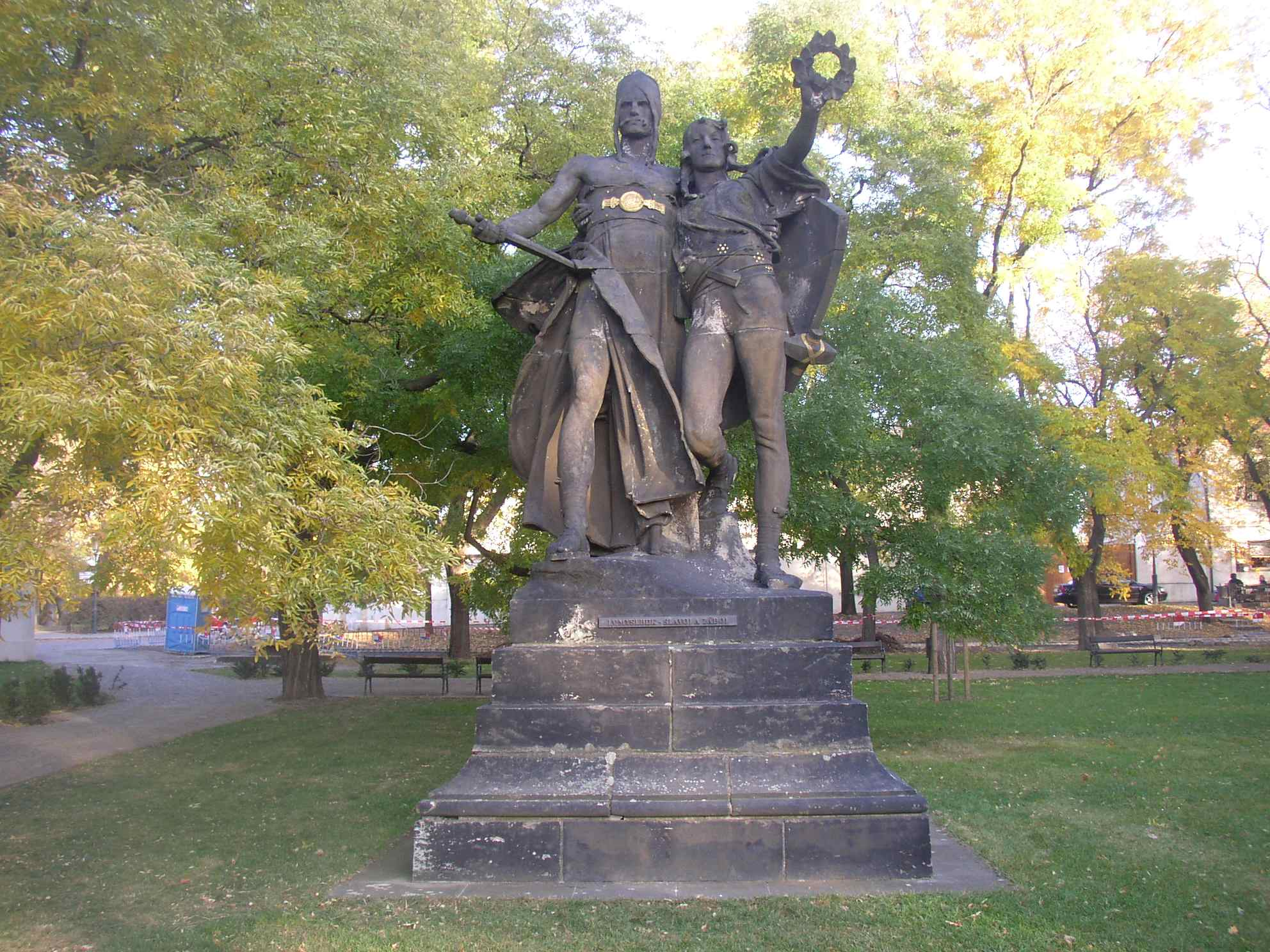
Храбрости и Славе (1881-1882), Прага